# بيكوم
بكوم ألمانيا (بالألمانية: Beckum, Germany) هي بلدة ألمانية تقع في ألمانيا في فارندورف. يقدر عدد سكانها بـ 37,275 نسمة .

## المدن التوأمة
مدن هيرينجسدورف، لاسيل سان كلو، Grodków وGmina Grodków هي مدن توأمة لـبكوم ألمانيا.

## أعلام
- فيليب كوهن
- رولف ألداج
- توماس برينكمان
- ماركوس بولمان
- أوري أفنيري